# Balkıca
Balkıca ist ein Dorf im Landkreis Tavas der türkischen Provinz Denizli. Balkıca liegt etwa 78 km südlich der Provinzhauptstadt Denizli und 37 km südlich von Tavas. Balkıca hatte laut der letzten Volkszählung 845 Einwohner (Stand Ende Dezember 2010).